# Арета (мученик)
Свети мученик Арета је хришћански светитељ и мученик, који је пострадао за веру Христову са још преко 4000 хришћана у 6. веку.
Био је градоначелник града Наџрана у јужној Арабији. 523. године Јеврејски вођа Ду Нувас, по предању је, опколио хришћански град Наџран, и поручи грађанима, да ће их побити ако се не одрекну Христа. Грађани Наџрана су затворили градскер капије и дуго одолевали нападима.
Након тога Јеврејски вођа Ду Нувас је обећао грађанима Наџрана, да им ништа неће учинити ако му отворе градске капије, и пусте га да уђе и узме данак и да ће се потом одмах удаљити. Хришћани су поверовали и отворили капије. Тада се десио стравични покољ где је страдао Арета са свима свештеницима и око 4.000 грађанима Наџрана.
Чувши за ово византијски цар Јустин I затражио је од Етиопског цара Елезвоја, да крене на Ду Нуваса с војском и освети невину хришћанску крв. Елезвој је послушао Јустина, напао је Ду Нуваса, поразио га је, убио га и растурио његову војску.
Православна црква помиње светог Арету и 4.000 Негранских мученика 24. октобра по јулијанском календару.

## Биографија
Према неким наводима средњовековних историчара, који се односе на причу Јована Ефеског, Ду Нувас, који је прешао у јудаизам, објавио је да ће прогонити хришћане који су живели у његовом краљевству јер су прогнали његову браћу по вери (припаднике јудаизма) у својим краљевствима. Писмо које је написао Симон, епископ Бет Аршама, 524, говори о прогону Ду Нувас-а (овде се зове Димнон) у Наџрану (модерни Ел-Укдуд у Саудијској Арабији). Прогањање описује и осуђује сам Куран (сура LXXXV:4-8). Посебно призната хипотеза међу научницима говори да је уместо испољавања јасне воље народа владар Химјарита решио да не отплати јак дуг који је уговорио према хришћанској заједници Наџрана, цинично елиминишући своје повериоце..
Према савременим изворима, Ду Нувас (након што је преузео химјаритски престо око 518.) напао је гарнизон Аксумитског краљевства (углавном хришћанских монофизита) у Зафару, освајајући град и запаливши њихове цркве. Онда се преселио у Наџран, хришћанско упориште и Аксумита. Након што му се града предао, он је масакрирао његове становнике који нису одустали од своје вере. Процене масакра говоре о око 20.000 жртава, чак и ако је процена претерана.
Ду Нувас је затим писао писмо краљу Лахмида Ел Мундиру из Ал-Хире и цару Каваду I од Персије, обавјештавајући их о догађају и позивајући их на исто начине према хришћанима који су живели у њиховим доменима, и када је стигло посланство из Константинопоља које је тражло да се склопи мировни споразум између Византијског царства и Ал-Хире, Ел Мундир је открио садржај Ду Нувасовог писма византијским амбасадорима који су остали ужаснути његовим садржајем. Вест о масакру се брзо проширила на суседна царства до Византије и Сасанида, док су они који су преживели покољи пронашли гостопримство код византијског цара Јустина I, од кога су тражили да се освети за те хришћанске мученике (Мартири Хомерити мартирологи или "мученици Химјарити" ).